# Мыс Лазарева (порт)
Мыс Лазарева — российский морской торговый порт в посёлке городского типа Лазарев (Хабаровский край). Расположен на западном берегу Амурского лимана (северная часть пролива Невельского) на полуострове между мысами Лазарева и Ермак.
Грузооборот порта составляют грузы — прибывающие в адрес предприятий посёлка Лазарев, а также для населённых пунктов побережья Охотского моря. Одним из основных грузов является древесина.
Продолжительность навигации в среднем составляет 173 дня (ледовый период продолжается с 15 декабря по 25 мая).
В состав гидротехнических сооружений портпункта Мыс Лазарева входят оградительный мол каменно-набросной конструкции, широкий пирс ряжевой конструкции, нефтеналивной причал.